# Jens Nerkamp
Jens Nerkamp (* 30. August 1989 in Cloppenburg) ist ein deutscher Langstreckenläufer.

## Sportliche Karriere
Nerkamp spielte in seiner Kindheit zunächst Fußball und kam eher zufällig zum Laufsport, als ihn 2003 seine damalige Sportlehrerin bei einem Citylauf anmeldete. Für den BV Garrel startend gelangen ihm in seinen Jugendjahren erste Erfolge auf Landesebene, außerdem nahm er mehrmals an deutschen Jugend- und Juniorenmeisterschaften teil. Seine besten Platzierungen waren dabei siebte Plätze, die er von 2009 bis 2011 über die 5000 Meter der U23 erreichte.
Nachdem er Ende 2010 studienbedingt nach Kassel gekommen war, wechselte Nerkamp zur Saison 2012 zum PSV Grün-Weiß Kassel, wo er fortan von dem ehemaligen Marathonbundestrainer Winfried Aufenanger trainiert wurde. 2012 verbesserte Nerkamp beim Paderborner Osterlauf seine Bestzeit im 10-km-Straßenlauf um 52 Sekunden auf 30:19 min und unterbot bei den Koblenzer Mini-Internationales über 5000 Meter in 14:18,84 min das erste Mal eine Qualifikationsleistung für die deutschen Leichtathletik-Meisterschaften.
Im Folgejahr steigerte Nerkamp seine Bestzeiten über 5000 Meter und 10 km auf 14:13,09 min und 30:06 min. Nachdem er im April bei den deutschen Halbmarathon-Meisterschaften in Bergisch Gladbach bei seinem Halbmarathondebüt in einer Zeit von 1:06:44 h auf Rang sechs lief, verbesserte er im Juli bei den deutschen Meisterschaften in Ulm als Elfter sein Ergebnis über 5000 Meter aus dem Vorjahr, in welchem er noch 21. wurde.
Im April 2014 belegte Nerkamp bei den deutschen Halbmarathon-Meisterschaften in Freiburg mit einer Zeit von 1:05:53 h Platz vier.
Knapp einen Monat später unterbot er als Achter bei den deutschen Meisterschaften über 10.000 Meter in Aichach nach 29:16,77 min zum ersten Mal die 30-Minuten-Grenze. Erneut Achter wurde er Ende Juli bei den deutschen Meisterschaften in Ulm über 5000 Meter mit neuer Bestzeit von 14:12,14 min.
Bei den nationalen Titelkämpfen 2015 platzierte Nerkamp sich als Vierter auf der Halbmarathondistanz, als Fünfter über 5000 Meter und mit jeweils Platz sechs über 10.000 Meter und im 10-km-Straßenlauf jeweils unter den ersten Sechs. Neben dem erstmaligen unterbieten der 30-Minuten-Marke auch auf der Straße verbesserte er außerdem Mitte Mai im belgischen Oordegem seine 5000-Meter-Bestzeit auf 14:07,28 min.
Am 3. April 2016 unterbot Nerkamp beim Berliner Halbmarathons mit einer Steigerung seiner Bestleistung auf 1:04:06 h die vom Deutschen Leichtathletik-Verband festgesetzte Team-EM-Norm von 1:04:45 h für die Leichtathletik-Europameisterschaften 2016 in Amsterdam, für die er auch schließlich Anfang Mai nominiert wurde.
Nach einem siebten Platz bei den deutschen Meisterschaften in Kassel über 5000 Meter absolvierte Nerkamp am 19. Juli den Europameisterschafts-Halbmarathon in einer Zeit von 1:07:22 min, die ihm den 51. Platz in der Einzelwertung einbrachte. Zusammen mit Julian Flügel und Philipp Pflieger belegte er außerdem im integrierten European Half Marathon Cup Rang zehn.
Mitte April 2017 verbesserte Nerkamp seine Bestzeit über 10 km beim Paderborner Osterlauf auf 29:38 min. Einige Wochen später musste er kurz nach den deutschen Meisterschaften über 10.000 Meter, bei denen Nerkamp nach einem Einbruch in der zweiten Hälfte Zwölfter wurde, mit einer Plantarfasziitis und damit einhergehend mit einem Fersensporn seine Saison beenden.
Damit fiel auch ein geplantes Marathondebüt im Herbst weg.
Im Frühjahr 2018 steigerte sich Nerkamp erneut in Paderborn über 10 km auf 29:20 min und konnte sich bei den deutschen Halbmarathon-Meisterschaften im Rahmen des Hannover-Marathons als Zweiter erstmals bei einer nationalen Meisterschaft in den Medaillenrängen platzieren.
Ende April lief Nerkamp bei seinem Marathondebüt in 2:17:18 h auf Rang sechs der in den Düsseldorf-Marathon integrierten deutschen Marathon-Meisterschaften.

## Berufsweg
Jens Nerkamp studiert Germanistik und Politikwissenschaften an der Universität Kassel.

## Persönliche Bestzeiten
- 800 m: 1:56,27 min, 20. August 2011, Lastrup
- 1500 m: 3:50,90 min, 31. Mai 2016, Osterode
- 3000 m: 8:14,27 min, 29. August 2014, Kassel
- 5000 m: 14:07,28 min, 23. Mai 2015, Oordegem (BEL)
- 10.000 m: 29:16,77 min, 3. Mai 2014, Aichach
- 10-km-Straßenlauf: 29:20 min, 31. März 2018, Paderborn
- Halbmarathon: 1:04:06 h, 3. April 2016, Berlin
- Marathon: 2:14:54 h, 29. September 2019, Berlin

## Leistungsentwicklung
Auflistung der persönlichen Jahresbestzeiten über verschiedene Strecken ab 2004. Zusammengestellt aus den Bestenlisten des DLV, NLV und HLV.
|      | 1500 m  | 3000 m  | 5000 m       | 10 km | 10.000 m | Halbmarathon | Marathon |
| ---- | ------- | ------- | ------------ | ----- | -------- | ------------ | -------- |
| 2004 | —       | 9:44,24 | 16:55 (5 km) | —     | —        | —            |          |
| 2005 | 4:14,27 | 9:17,06 | 16:32,7      | 34:54 | —        | —            | —        |
| 2006 | 4:14,74 | 9:06,03 | 16:29,57     | 35:11 | —        | —            | —        |
| 2007 | 4:05,44 | 9:00,06 | 15:49,8      | 33:28 | —        | —            | —        |
| 2008 | 4:00,92 | 8:37,62 | 15:08,18     | 32:31 | —        | —            | —        |
| 2009 | 3:58,78 | 8:37,42 | 14:54,20     | 31:11 | —        | —            | —        |
| 2010 | 3:56,39 | 8:34,77 | 14:40,14     | 31:25 | —        | —            | —        |
| 2011 | 3:53,69 | 8:29,42 | 14:39,98     | 32:29 | —        | —            | —        |
| 2012 | 3:50,96 | 8:26,94 | 14:18,84     | 30:19 | —        | —            | —        |
| 2013 | 3:51,52 | 8:19,23 | 14:13,89     | 30:06 | —        | 1:06:44      | —        |
| 2014 | 3:52,54 | 8:14,27 | 14:12,14     | 30:10 | 29:16,77 | 1:05:53      | —        |
| 2015 | 3:51,24 | 8:22,00 | 14:07,28     | 29:42 | 29:47,02 | 1:06:34      | —        |
| 2016 | 3:50,90 | —       | 14:13,25     | 29:57 | 30:04,36 | 1:04:06      | —        |
| 2017 | —       | —       | 15:05,88     | 29:38 | 30:11,12 | 1:07:49      | —        |
| 2018 | —       | —       | —            | 29:20 | —        | 1:05:27      | 2:17:18  |
| 2019 | —       | —       | 14:52,89     | 30:21 | 31:36,89 | —            | 2:14:54  |

## Persönliche Erfolge
| Datum/Jahr    | Rang | Wettbewerb                             | Austragungsort | Distanz      | Zeit     | Bemerkung                                      |
| ------------- | ---- | -------------------------------------- | -------------- | ------------ | -------- | ---------------------------------------------- |
| 29. Sep. 2019 | 37   | Berlin-Marathon                        | Berlin         | Marathon     | 2:14:54  | 46. BMW Berlin-Marathon 2019; bester Deutscher |
| 25. Aug. 2019 | 4    | SportScheck RUN Berlin                 | Berlin         | Halbmarathon | 1:06:09  | nicht vermessene Strecke                       |
| 3. Aug. 2019  | 5    | Berliner City-Nacht                    | Berlin         | 10 km        | 30:21    | 28. adidas Runners City Night                  |
| 6. Juli 2019  | 9    | Laufnacht Regensburg                   | Regensburg     | 5000 m       | 14:52,89 | Laufnacht und Sparkassen Gala, 4. Zeitlauf     |
| 24. Mai 2019  | 1    | Preußische Meile                       | Potsdam        | 7532,48 m    | 23:36    | 27. Sparkassenlauf „Preußische Meile“          |
| 20. Apr. 2019 | 27   | Paderborner Osterlauf                  | Paderborn      | 10 km        | 31:12    | 73. Paderborner Osterlauf                      |
| 7. Apr. 2019  | 2    | Hessische Meisterschaften 10.000 m     | Hünfeld        | 10.000 m     | 31:36,89 |                                                |
| 31. März 2019 | 1    | Nordhessische Meisterschaften 10 km    | Frankenberg    | 10 km        | 31:26    | 40. Frankenberger Straßenlauf                  |
| 17. Feb. 2019 | 2    | Hessische Meisterschaften im Crosslauf | Gudensberg     | 8 km         | 27:06    | Wertung Langstrecke Männer                     |

| Datum/Jahr    | Rang | Wettbewerb                          | Austragungsort | Distanz      | Zeit    | Bemerkung                                                      |
| ------------- | ---- | ----------------------------------- | -------------- | ------------ | ------- | -------------------------------------------------------------- |
| 31. Dez. 2018 | 4    | Silvesterlauf von Werl nach Soest   | Werl – Soest   | 15 km        | 46:21   | 37. Sparkassen-Silvesterlauf                                   |
| 9. Dez. 2018  | 11   | Málaga-Marathon                     | Málaga         | Marathon     | 2:22:50 | IX Zurich Maratón de Málaga                                    |
| 21. Okt. 2018 | 1    | Oldenburg-Marathon                  | Oldenburg      | Marathon     | 2:26:23 |                                                                |
| 14. Okt. 2018 | 1    | Bad Hersfelder Lollslauf            | Bad Hersfeld   | Halbmarathon | 1:11:01 | 19. Bad Hersfelder Lollslauf                                   |
| 16. Sep. 2018 | 4    | Kassel-Marathon                     | Kassel         | Halbmarathon | 1:08:47 | gleichzeitig Platz 2 bei den Hessischen Meisterschaften        |
| 29. Apr. 2018 | 9    | Düsseldorf-Marathon                 | Düsseldorf     | Marathon     | 2:17:18 | gleichzeitig Platz 6 bei den Deutsche Marathon-Meisterschaften |
| 8. Apr. 2018  | 2    | Hannover-Marathon                   | Hannover       | Halbmarathon | 1:05:26 | gleichzeitig Deutsche Halbmarathon-Meisterschaften             |
| 31. März 2018 | 9    | Paderborner Osterlauf               | Paderborn      | 10 km        | 29:20   | neue Bestzeit                                                  |
| 24. März 2018 | 1    | Nordhessische Meisterschaften 10 km | Eschwege       | 10 km        | 30:36   | 46. Lauf „Rund um die Leuchtberge“                             |

| Datum/Jahr    | Rang | Wettbewerb                          | Austragungsort | Distanz      | Zeit     | Bemerkung                                                                |
| ------------- | ---- | ----------------------------------- | -------------- | ------------ | -------- | ------------------------------------------------------------------------ |
| 1. Okt. 2017  | 2    | Kassel Marathon                     | Kassel         | Halbmarathon | 1:07:49  | 11. EAM Kassel Marathon                                                  |
| 16. Sep. 2017 | 3    | Freimarktslauf Garrel               | Garrel         | 10 km        | 31:46    | 12. Freimarktslauf Garrel                                                |
| 9. Sep. 2017  | 8    | Internationaler Chemnitzer Citylauf | Chemnitz       | 10 km        | 32:13    | ICC 2017; erster Wettkampf nach Verletzung noch ohne geregeltes Training |
| 25. Mai 2017  | 1    | Deutsche Hochschulmeisterschaften   | Kassel         | 5000 m       | 15:05,88 | danach Abbruch der Saison (Fersensporn)                                  |
| 13. Mai 2017  | 12   | Deutsche Meisterschaften 10.000 m   | Bautzen        | 10.000 m     | 30:11,12 | Einbruch nach schnellem Beginn                                           |
| 15. Apr. 2017 | 13   | Paderborner Osterlauf               | Paderborn      | 10 km        | 29:38    | neue Bestzeit                                                            |
| 25. März 2017 | 1    | Hessische Meisterschaften 10 km     | Eschwege       | 10 km        | 30:33    | hessischer Meister über 10 km                                            |
| 11. März 2017 | 10   | Deutsche Crosslaufmeisterschaften   | Löningen       | 10,28 km     | 33:19    | DM Cross Langstrecke Männer                                              |
| 15. Jan. 2017 | 11   | Abdijcross                          | Kerkrade       | 10,5 km      | 35:36    | Abdijcross Kerkrade                                                      |

| Datum/Jahr    | Rang | Wettbewerb                           | Austragungsort | Distanz      | Zeit     | Bemerkung                                                                   |
| ------------- | ---- | ------------------------------------ | -------------- | ------------ | -------- | --------------------------------------------------------------------------- |
| 11. Sep. 2016 | 62   | Alsterlauf                           | Hamburg        | 10 km        | 31:51    | Platz 48 Deutsche Meisterschaften 10 km; Trainingsrückstand nach Verletzung |
| 10. Juli 2016 | 51   | Leichtathletik-Europameisterschaften | Amsterdam      | Halbmarathon | 1:07:22  | 23. Leichtathletik-Europameisterschaften; 10. Platz mit dem Team            |
| 19. Juni 2016 | 7    | Deutsche Meisterschaften 5000 m      | Kassel         | 5000 m       | 14:13,25 | 116. Deutsche Leichtathletik-Meisterschaften                                |
| 28. Mai 2016  | 17   | IFAM Outdoor                         | Oordegem       | 5000 m       | 14:18,20 | IFAM Oordegem; Lauf 2; Sturz nach etwa 2000 Metern                          |
| 7. Mai 2016   | 7    | Deutsche Meisterschaften 10.000 m    | Celle          | 10.000 m     | 30:14,36 | DM 10.000 m 2016                                                            |
| 23. Apr. 2016 | 12   | Würzburger Residenzlauf              | Würzburg       | 10 km        | 31:07    | 28. Würzburger Residenzlauf                                                 |
| 3. Apr. 2016  | 11   | Berliner Halbmarathon                | Berlin         | Halbmarathon | 1:04:06  | EM-Teamnorm und persönliche Bestzeit                                        |
| 26. März 2016 | 9    | Paderborner Osterlauf                | Paderborn      | 10 km        | 29:57    | 70. Paderborner Osterlauf                                                   |
| 13. März 2016 | 1    | VfL Straßenlauf                      | Oldenburg      | 10 km        | 30:28    | 46. Straßenlauf des VfL Oldenburg                                           |
| 7. März 2016  | 12   | Deutsche Crosslaufmeisterschaften    | Herten         | 10,4 km      | 34:04    | DM Cross Langstrecke Männer                                                 |
| 17. Jan. 2016 | 18   | Abdijcross                           | Kerkrade       | 10,5 km      | 35:23    | Abdijcross Kerkrade                                                         |

| Datum/Jahr    | Rang | Wettbewerb                            | Austragungsort   | Distanz      | Zeit     | Bemerkung                                    |
| ------------- | ---- | ------------------------------------- | ---------------- | ------------ | -------- | -------------------------------------------- |
| 11. Okt. 2015 | 1    | Bad Hersfelder Lollslauf              | Bad Hersfeld     | Halbmarathon | 1:07:03  | Bad Hersfelder Lollslauf 2015                |
| 3. Okt. 2015  | 1    | Herbstlauf TuS Ofen                   | Ofen             | 10 km        | 30:17    | Streckenrekord                               |
| 27. Sep. 2015 | 15   | Route du Vin                          | Remich           | Halbmarathon | 1:07:19  | bester Europäer                              |
| 19. Sep. 2015 | 1    | Freimarktslauf Garrel                 | Garrel           | 10 km        | 30:17    | Streckenrekord                               |
| 6. Sep. 2015  | 6    | Deutsche Meisterschaften 10 km        | Bad Liebenzell   | 10 km        | 29:42    | erstes Mal „sub 30“ über 10 km               |
| 15. Aug. 2015 | 7    | Jever-Fun-Lauf                        | Schortens        | 10 Meilen    | 51:29    | Zehn englische Meilen                        |
| 12. Aug. 2015 | 3    | PSV-Meeting                           | Kassel           | 5000 m       | 14:09,77 | Meeting des PSV Grün-Weiß Kassel             |
| 26. Juli 2015 | 5    | Deutsche Meisterschaften 5000 m       | Nürnberg         | 5000 m       | 14:14,69 | 115. Deutsche Leichtathletik-Meisterschaften |
| 23. Mai 2015  | 20   | IFAM Outdoor                          | Oordegem         | 5000 m       | 14:07,28 | IFAM Oordegem; Lauf 2                        |
| 2. Mai 2015   | 6    | Deutsche Meisterschaften 10.000 m     | Ohrdruf          | 10.000 m     | 29:47,02 | DM 10.000 m 2015                             |
| 26. Apr. 2015 | 1    | Rund um die Thülsfelder Talsperre     | Cloppenburg      | 10 km        | 30:33    | Streckenrekord                               |
| 12. Apr. 2015 | 4    | Deutsche Meisterschaften Halbmarathon | Husum            | Halbmarathon | 01:06:34 | Platz 4 bei windigen Bedingungen             |
| 4. Apr. 2015  | 14   | Paderborner Osterlauf                 | Paderborn        | 10 km        | 30:08    | 69. Paderborner Osterlauf                    |
| 7. März 2015  | 18   | Deutsche Crosslaufmeisterschaften     | Markt Indersdorf | 10,4 km      | 37:12    | DM Cross Langstrecke Männer                  |

| Datum/Jahr    | Rang | Wettbewerb                        | Austragungsort | Distanz      | Zeit     | Bemerkung                                               |
| ------------- | ---- | --------------------------------- | -------------- | ------------ | -------- | ------------------------------------------------------- |
| 12. Okt. 2014 | 1    | Bad Hersfelder Lollslauf          | Bad Hersfeld   | Halbmarathon | 1:09:22  | Hessischer Meister                                      |
| 20. Sep. 2014 | 4    | HEK Halbmarathon                  | Hamburg        | Halbmarathon | 1:07:23  | 1. HEK Halbmarathon                                     |
| 7. Sep. 2014  | 10   | Kö-Lauf                           | Düsseldorf     | 10 km        | 30:11    | mit integrierten Deutschen Meisterschaften 10 km        |
| 16. Aug. 2014 | 6    | Jever-Fun-Lauf                    | Schortens      | 10 Meilen    | 49:31    | Zehn englische Meilen                                   |
| 27. Juli 2014 | 8    | Deutsche Meisterschaften 5000 m   | Kassel         | 5000 m       | 14:12,14 | 114. Deutsche Leichtathletik-Meisterschaften            |
| 28. Mai 2014  | 16   | Mini-Internationales              | Koblenz        | 5000 m       | 14:16,73 | 32. Mini-Internationales                                |
| 3. Mai 2014   | 8    | Deutsche Meisterschaften 10.000 m | Aichach        | 10.000 m     | 29:16,77 | 10.000-m-Bahndebüt                                      |
| 19. Apr. 2014 | 11   | Paderborner Osterlauf             | Paderborn      | 10 km        | 30:10    | 68. Paderborner Osterlauf                               |
| 6. Apr. 2014  | 4    | Freiburg-Marathon                 | Freiburg       | Halbmarathon | 1:05:53  | mit integrierten Deutschen Halbmarathon-Meisterschaften |
| 8. März 2014  | 10   | Deutsche Crosslaufmeisterschaften | Löningen       | 10,28 km     | 33:30    | DM Cross Langstrecke Männer                             |

| Datum/Jahr    | Rang | Wettbewerb                            | Austragungsort    | Distanz      | Zeit     | Bemerkung                                    |
| ------------- | ---- | ------------------------------------- | ----------------- | ------------ | -------- | -------------------------------------------- |
| 21. Sep. 2013 | 17   | Deutsche Meisterschaften 10 km        | Bobingen          | 10 km        | 31:07    | DM 10 km Straße 2013                         |
| 7. Juli 2013  | 11   | Deutsche Meisterschaften 5000 m       | Ulm               | 5000 m       | 14:38,77 | 113. Deutsche Leichtathletik-Meisterschaften |
| 14. Apr. 2013 | 6    | Deutsche Meisterschaften Halbmarathon | Bergisch Gladbach | Halbmarathon | 01:06:44 | Halbmarathon-Debüt                           |
| 9. März 2013  | 12   | Deutsche Crosslaufmeisterschaften     | Dornstetten       | 10 km        | 33:30    | DM Cross Langstrecke Männer                  |

| Datum/Jahr    | Rang | Wettbewerb                        | Austragungsort | Distanz | Zeit     | Bemerkung                                    |
| ------------- | ---- | --------------------------------- | -------------- | ------- | -------- | -------------------------------------------- |
| 16. Sep. 2012 | 24   | Deutsche Meisterschaften 10 km    | Nagold         | 10 km   | 30:58    | DM 10 km Straße 2012                         |
| 17. Juni 2012 | 21   | Deutsche Meisterschaften 5000 m   | Wattenscheid   | 5000 m  | 15:04,56 | 112. Deutsche Leichtathletik-Meisterschaften |
| 7. Apr. 2012  | 17   | Paderborner Osterlauf             | Paderborn      | 10 km   | 30:19    | neue Bestzeit                                |
| 10. März 2012 | 24   | Deutsche Crosslaufmeisterschaften | Ohrdruf        | 9,9 km  | 33:03    | DM Cross Langstrecke Männer                  |

| Datum/Jahr    | Rang | Wettbewerb                              | Austragungsort | Distanz | Zeit     | Bemerkung                                                         |
| ------------- | ---- | --------------------------------------- | -------------- | ------- | -------- | ----------------------------------------------------------------- |
| 10. Sep. 2011 | 79   | Deutsche Meisterschaften 10 km          | Oelde          | 10 km   | 32:56    | DM 10 km Straße 2011; 17. Platz U23                               |
| 25. Juni 2011 | 7    | Deutsche Juniorenmeisterschaften 5000 m | Bremen         | 5000 m  | 14:54,33 | 68. Deutsche Leichtathletik-Juniorenmeisterschaften               |
| 5. März 2011  | 10   | Deutsche Crosslaufmeisterschaften       | Löningen       | 8,23 km | 26:46    | U23-Lauf                                                          |
| 11. Sep. 2010 | 42   | Deutsche Meisterschaften 10 km          | Ohrdruf        | 10 km   | 31:47    | DM 10 km Straße 2010; 9. Platz U23                                |
| 14. Aug. 2010 | 7    | Deutsche Juniorenmeisterschaften 5000 m | Regensburg     | 5000 m  | 14:49,98 | 67. Deutsche Leichtathletik-Juniorenmeisterschaften               |
| 6. März 2010  | 10   | Deutsche Crosslaufmeisterschaften       | Stockach       | 8,5 km  | 26:06    | U23-Lauf                                                          |
| 12. Sep. 2009 | 32   | Deutsche Meisterschaften 10 km          | Otterndorf     | 10 km   | 31:11    | DM 10 km Straße 2009; 7. Platz U23                                |
| 27. Juni 2009 | 7    | Deutsche Juniorenmeisterschaften 5000 m | Göttingen      | 5000 m  | 15:14,28 | 66. Deutsche Leichtathletik-Juniorenmeisterschaften               |
| 18. Juli 2008 | 11   | Deutsche Jugendmeisterschaften 5000 m   | Berlin         | 5000 m  | 15:08,18 | 67. Deutsche Leichtathletik-Jugendmeisterschaften, 5000 m der U20 |
| 26. Nov. 2005 | 50   | Deutsche Crosslaufmeisterschaften       | Darmstadt      | 5,3 km  | 17:08    | U18-Lauf                                                          |